# タデウシュ・クチシェバ

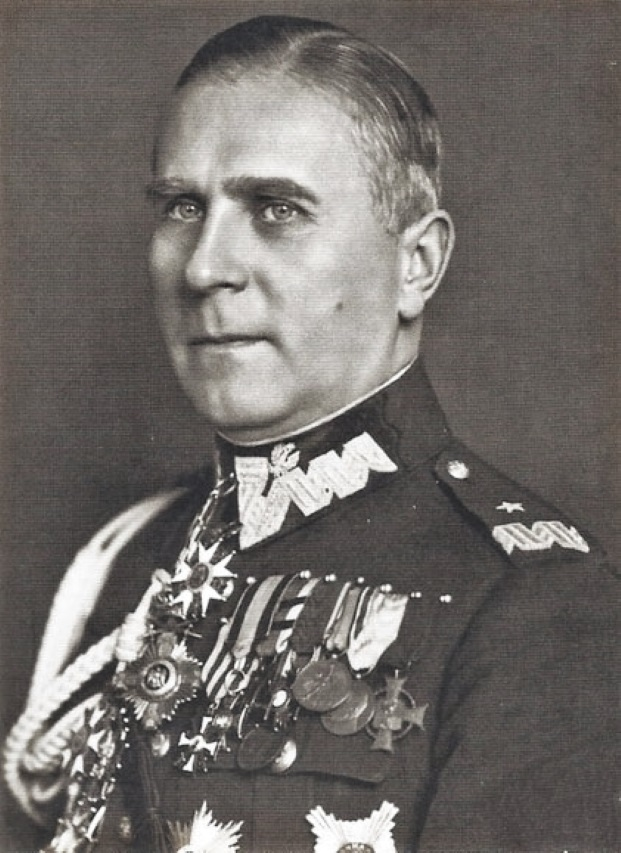
タデウシュ・クチシェバ

タデウシュ・クチシェバ（Tadeusz Kutrzeba, 1886年4月15日 - 1947年1月8日）は、ポーランドの軍人。少将。
クラクフ出身。1906年、テレジア士官学校で教育を受け、オーストリア＝ハンガリー帝国軍に入隊する。陸軍大学に入校するが、第一次世界大戦が始まり、工兵大尉として従軍する。
1918年11月、ポーランド軍に入隊し、参謀本部第1課長、後に第3課長。1919年10月から第1歩兵師団参謀長。ポーランド・ソビエト戦争時、1920年4月から第3軍参謀長、同年6月から北東戦線、後に中央戦線の参謀長。1920年～1921年、第2軍参謀長。1921年5月から最高軍事会議第3課長。1924年12月から参謀次長。1928年11月からワルシャワの高等軍事学校警備司令。1938年1月、ドイツとの戦争に備えた戦略計画案を立案し、エドヴァルト・ルィツ＝シミグウィ元帥に高く評価された。1939年3月、「ポズナン」軍監察官に任命。
ドイツ軍のポーランド侵攻時、「ポズナン」軍（4個歩兵師団、1個騎兵旅団）を指揮。ポズナン軍は、フランクフルト・ナ・オーデル－ポズナンの線で陣地を敷いた。9月8日～9日、ブルゼにおいて逆襲によりドイツ第10軍の攻勢を停止させる。9月9日、大損害を受けていた「ポモジェ」軍の残余部隊も指揮下に置いた。その後、「ワルシャワ」軍副司令官に任命され、首都の防衛を担任した。頑強に防衛したが、最終的に降伏した。戦時中は、捕虜収容所で過ごした。
1945年5月、米英軍により解放され、イギリスに移民。ロンドンで「9月戦役」歴史委員会を率いる。ロンドンで死去。